# Сагайдак Мирон Іванович
Мирон Іванович Сагайдак (20 вересня 1944, с. Заруддя, Тернопільська область — 19 червня 2023, с. Великий Глибочок, Тернопільська область) — український громадсько-культурний діяч, краєзнавець, кінорежисер, кінооператор, методист-педагог кіноаматорів і фотолюбителів, телефоторепортер, художник-аматор. Голова Тернопільського районного об'єднання (1997—2004) та Великоглибочецького осередку товариства «Просвіта». Лавреат міжнародних і всеукраїнських фестивалів.

## Життєпис
Мирон Сагайдак народився 20 вересня 1944 року в селі Зарудді, нині Зборівської громади Тернопільського району Тернопільської области України.
Закінчив Тернопільський педагогічний інститут, навчався на кіностудіях імені Олександра Довженка (м. Київ) і «Мосфільм» (нині РФ).
Від 1966 — методист у Тернопільському обласному клубі кіноаматорів; працював у Тернопільській державній обласній телерадіокомпанії; очолював Тернопільську народну кіностудію ім. Т. Шевченка (від 1990); керівник фотовідео гуртків у Великоглибочанському Будинку школярів.
Співзасновник (літописець) Тернопільського крайового коша Українського козацтва (1995).
Від 1996 — будівничий і директор Стецьків Ярослава і Слави історико-меморіального музею у с. Великий Глибочок Тернопільського району.
Помер 19 червня 2023 року в селі Великому Глибочку, де й похований 24 червня того ж року.

## Доробок
Зняв:
- документальні фільми «На щастя, на радість» (1986), «У В'єтнамі» (1987), «Батьківська земля» (1989), «З Майданом у серці» (2005), цикл фольклорно-етнографічних звичаїв; * телефільми «Степан Будний», «Перезахоронення Патріарха Й. Сліпого», «Моє село Заруддя»;
- фільм-цикл «Козацькому роду нема переводу» (1990—1994);
- низку фоторепортажів для періодики.

Автор книг «Зарваниця» (1993), Великий українець із Тернопілля. Ярослав Стецько (2010, співавтор), живописних творів, у т. ч. ікон, 130 пейзажів.